# 이금희 (방송인)
이금희(李錦姬, 본래 1966년 1월 3일 음력 1965년 12월 12일 ~ )는 대한민국의 방송인이다.

## 학력
- 불광초등학교
- 동명여자고등학교(1984년 졸업)
- 숙명여자대학교 정치외교학 학사
- 연세대학교 언론홍보대학원 언론학석사(방송 전공, 논문명: 텔레비전 프로그램 장르에 따른 진행자 선호도에 관한 연구)

## 출연 작품

### 텔레비전 프로그램

#### KBS
- 《KBS 창작동요대회》 제2회 (1990년 10월 12일)
- 《6시 내고향》 (1991년 5월 20일 ~ 1994년 10월 7일)
- 《가족오락관》 (1996년, 1998년) - 게스트
- 《사랑의 리퀘스트》 (1998년~1999년)
- 《국악한마당》 (2001년 11월 18일 ~ 2002년 1월 6일)
- 《TV동화 행복한 세상》 - 내레이션
- 《TV는 사랑을 싣고》 (1996년 10월 18일~1997년 2월 28일,1997년 5월~2000년 4월 28일)
- 《아침마당》 (1998년 6월 15일 ~ 2016년 6월 30일)
- 《파워인터뷰》 (2005년 ~ 2006년)
- 《인간극장》 - 내레이션
- 《다큐공감》 153회: 엄마의 손 (2016년 5월 29일) - 내레이션
- 《다큐공감》 157회: 꽃 대궐 우리 동네 (2016년 7월 3일) - 내레이션
- 《다큐공감》 160회: 낙원 상가 살리기, 내 인생의 콘서트 (2016년 7월 24일) - 내레이션
- 《다큐공감》 189회: 할렘의 한국 교육, 기적을 만들다 (2017년 3월 4일) - 내레이션
- 《KBS 스페셜》 덴마크 정치축제 5일간의 기록 '협치'를 말하다 (2017년 7월 6일) - 내레이션
- 《다큐공감》 301회 : 여보, 사랑해요 (2019년 6월 2일) - 내레이션
- 《한 번쯤 멈출 수 밖에》
- 《다큐On 112회 : 노년, 책을 들다》 (2021년 11월 26일) - 출연, 내레이션
- 《동물극장 단짝》 (2022년 1월 21일 ~ 2023년 12월 30일)
- 《다큐On》 141회 : 보물섬 무인도 (2022년 5월 27일) - 내레이션
- 《다큐On》 152회 : 우리는 섬으로 간다 활도(活島) 프로젝트 (2022년 8월 12일) - 내레이션
- 《다큐On》 181회 : 마음 여행, 나를 만나다 (2023년 1월 13일) - 내레이션

#### KBS 프라임
- 《이금희의 특별한 만남》 (2010년 ~2011년)

#### MBC
- 《퀴즈의 힘》 (2005년)
- 《MBC 스페셜, 노견만세》- 내레이션 (2009년 7월 3일)
- 《황금어장 라디오스타》- 게스트 (2021년 5월 26일)

#### SBS
- 《생방송 투데이》 (2002년 ~ 2003년)
- 《특집 다큐멘터리》 500회: 네트워크 특선_그린웨이, 도시를 되살리다 (2017년) - 내레이션

### 카카오TV
- 거침 마당

### 라디오 프로그램

#### KBS 쿨FM
- 《이금희의 스튜디오 891》 (1997년 11월 3일 ~ 1998년 10월 11일)
- 《이금희의 가요산책》 (1998년 10월 12일 ~ 2007년 4월 15일)
- 《사랑하기 좋은 날 이금희입니다》 (2007년 4월 16일 ~ 현재)

#### 국악방송
- 《이금희와 함께 음악의 숲을》 (2010년 ~ 2022년)

### 영화
- 《연리지》 (2006년) - DJ 역
- 《국가대표》 (2009년) - 본인 역
- 《울지마, 톤즈》 (2010년) - 내레이션

### 드라마
- 2004년 KBS2 《오! 필승 봉순영》 - 내레이션
- 2004년 KBS2 《미안하다, 사랑한다》 - 방송 진행자 역 (우정출연)
- 2009년 KBS2《꽃보다 남자》- 방송 진행자 역 (특별출연)
- 2009년 KBS2《남자 이야기》- 방송국 진행자 (특별출연)
- 2012년 KBS2 《넝쿨째 굴러온 당신》 - 아침마당 진행자 역 (특별출연)

## 인간 관계
- 가수 이선희와 절친한 친구 관계이다.

## 수상 경력
- 1998년: 제25회 한국방송대상 여자 아나운서상
- 2000년: 제13회 기독교문화대상
- 2001년: 제38회 저축의 날 국무총리 표창, 한국여성민우회 주최 푸른 미디어상
- 2007년: 제20회 한국방송프로듀서상 진행자상
- 2019년: KBS 연예대상 올해의 DJ상
- 2020년: 제47회 한국방송대상 성우/나레이션상

## 저서
- 《나는 튀고 싶지 않기다》